# Heinrich Berté
 (décembre 2023).
Si vous disposez d'ouvrages ou d'articles de référence ou si vous connaissez des sites web de qualité traitant du thème abordé ici, merci de compléter l'article en donnant les références utiles à sa vérifiabilité et en les liant à la section « Notes et références ».
Heinrich Berté, né Heinrich Bettelheim le 8 mai 1857 à Galgócz, Hongrie (actuellement Hlohovec, Slovaquie) et décédé le 23 août 1924 à Perchtoldsdorf, Autriche, est un compositeur austro-hongrois d'opéras et d'opérettes.

## Biographie
Au début de sa carrière, Heinrich Berté est un compositeur qui a relativement peu de succès pour ses ballets et un opéra. En 1911, il reçoit un livret de l'écrivain Alfred Maria Willner pour un opéra sur Franz Schubert, basé sur le roman, Schwammerl de Rudolf Hans Bartsch. Il utilise la musique de Schubert dans un pastiche. Le 15 janvier 1916, Das Dreimäderlhaus est créé au théâtre Raimund de Vienne. La cantatrice Gretl Schörg en est la révélation. L'opérette a été traduite en 22 langues et en 1921, elle est créée en anglais sous le nom Blossom Time à New York, et en 1922, Lilac Time à Londres). En France, on la trouve sous le nom de Chanson d'Amour. Elle a été jouée triomphalement dans plus de 60 pays. L'opérette a été filmée à plusieurs reprises. Berté ne confirme pas ce succès et sa deuxième opérette sur Schubert est un échec.

## Œuvres

### Opéra
- Schneeflocke (Vienne, 1896)

### Opérettes
- Bureau Malicone (Vienne, 1891)
- Der neue Bürgermeister (Vienne, 1904) - livret de Ernst Gettke
- Die Millionenbraut (Munich, 1904)
- Der Stadtregent (Munich, 1905)
- Der kleine Chevalier (Dresde, 1907)
- Der schöne Gardist (Breslau, 1907)
- Der Glücksnarr (Vienne, 1908)
- Kreolenblut (Hambourg, 1911)
- Der Märchenprinz (Hanovre, 1914)
- Das Dreimäderlhaus (Vienne, 1916; avec la musique de Franz Schubert)
- Lenz und Liebe (Budapest, 1917; avec la musique de Franz Schubert)
- Die drei Kavaliere (Vienne, 1919)
- Coulissengeheimnisse (Hambourg, 1920)

## Source
- (en) Cet article est partiellement ou en totalité issu de l’article de Wikipédia en anglais intitulé « Heinrich Berté » (voir la liste des auteurs).